# Kent Northern Railway
Die Kent Northern Railway war eine Eisenbahngesellschaft in der kanadischen Provinz New Brunswick. Sie wurde im März 1874 gegründet und baute eine Stichstrecke, die in Kent Junction von der Intercolonial Railway abzweigte und über 43 Kilometer bis zum Hafenort Richibucto führte. Die normalspurige Strecke ging am 1. November 1883 in Betrieb. Die Kent Northern pachtete die St. Louis and Richibucto Railway, die die Strecke um acht Kilometer nach Norden bis Saint-Louis-de-Kent verlängert hatte, von ihrer Eröffnung im November 1885 an. Diese Verlängerung wurde bereits 1900 stillgelegt und die St. Louis&Richibucto wurde aufgelöst.
Am 1. September 1929 wurde die Bahn verstaatlicht und als Richibucto Division in die Canadian National Railways eingegliedert. Die Strecke wurde am 3. Dezember 1984 stillgelegt.